# Christos Hatzis
Christos Hatzis (grec moderne : Χρήστος Χατζής), né en 1953, est un compositeur canadien d'origine grecque et professeur à la Faculté de Musique de l'Université de Toronto.

## Biographie
Christos Hatzis est né à Volos en Grèce et reçu sa première formation en musique à la branche locale de Volos du Conservatoire hellénique.
Il poursuit ses études musicales aux États-Unis, d'abord 
à l'École de musique Eastman (B.M. (en) en 1976 et M.M. (en) en 1977) puis à l'Université d'État de New York à Buffalo (Ph.D. en 1982). Il immigre au Canada en 1982 et devient un citoyen canadien en 1985. Il reçoit en 1998 le prix Jean A. Chalmers décerné par le Conseil des arts de l'Ontario, puis en 1996 pour sa pièce Erotikos Logos le Prix Jules-Léger de la nouvelle musique de chambre, et deux fois le Prix Juno dans la catégorie Composition classique de l'année, en 2006 pour son quartet pour cordes No. 1 (The Awakening) et en 2008 pour l'œuvre Constantinople.
Il a eu pour professeurs de composition Morton Feldman, Lejaren Hiller, Wlodzimierz Kotonski, Samuel Adler, Russell Peck, Joseph Schwantner et Warren Benson[réf. souhaitée].

## Style et travaux
La musique de Christos Hatzis est inspirée d'une part par la spiritualité chrétienne, en particulier par son héritage culturel byzantin, et d'autre part par la culture Inuit au Canada, avec notamment certaines œuvres incluant des chants de gorge inuit.
Son œuvre Constantinople combine la musique et des médias visuels, et est musicalement éclectique, faisant référence au jazz, au classique et à des éléments orientaux.
En 2008, il est annoncé pour prendre en charge l'écriture de la musique de l’opéra de chambre « Pauline » sur un livret écrit par l'écrivaine Margaret Atwood, retraçant la vie de écrivaine et poétesse canadienne Pauline Johnson. Il succède au premier compositeur assigné en 1999 à cet opéra, Randolph Peters (en), qui abandonne « par manque d'intérêt ». Christos Hatzis abandonnera lui aussi finalement le projet, et sera ensuite remplacé par le compositeur canadien Tobin Stokes (en).
En plus de ses activités de composition et d'enseignement, Christos Hatzis a écrit des textes traitant de la composition et de la musique contemporaine, notamment dans les publications spécialisées Journal of New Music Research (anciennement Interface), et Organized Sound,.
Ses compositions sont publiées par la maison d'édition néo-zélandaise Promethean Editions, spécialisée dans la musique contemporaine.

## Compositions

### Compositions pour orchestre
- Credo (2010)
- Redemption: Book 1 (2009)
- Mirage? (2009)
- Tongues of Fire (2007)
- Rebirth (2006)
- Telluric Dances (2005)
- Christos Anesti (2004)
- Sepulcher of Life (2004)
- K 627: Concerto pour Piano et Orchestra en Fa Majeur dans l'esprit de W. A. Mozart (2003)
- Light from the Cross (2002)
- Pyrrichean Dances (2001)
- From the Book of Job (2001)
- Farewell to Bach (1998)
- Confessional (1997)
- Zeitgeist (1996)
- Concerto pour Flute et orchestre de chambre (1993)
- The Gouldberg Variations (1992)
- Mortiferum Fel (1985–1990)
- Omen (1985)

### Musique chorale
- Mysterion Xenon (2012)
- Psalm 91 (2008)
- From the Song of Songs (2008)
- WATER (2008)
- Easter Kontakion (2007)
- Wormwood (2005)
- Four Rituals pour quintet à percussions, chœur et public (2004) - dédicacé à l'ensemble NEXUS
- The Troparion of Kassiani (2004)
- Sepulcher of Life (2004)
- LIGHT (Arctic Dreams 2) (2003)
- Everlasting Light (1999)
- De Angelis (1999)
- Kyrie (1997)
- Heirmos (1994)

### Musique de chambre
- Symbol of Faith (2009)
- Coming To (2009) - dédicacé à Hilary Hahn
- Dystopia (2009) - dédicacé à Hilary Hahn
- Anaktoria (1990 rev. 2009)
- Arabesque (2009)
- Afterthoughts 2 (2007)
- Lazy Afternoons by the Lake (2007)
- Mystical Visitations (2006)
- Through a Glass Darkly (2005)
- Cruel Elegance (2004) - dédicacé au St. Lawrence String Quartet
- Four Rituals pour quintet à percussions, chœur et public (2004) - dédicacé à l'ensemble NEXUS
- Parlor Music (2004) - dédicacé à la percussionniste Beverley Johnston (de) et au Trio Amici
- Afterthoughts 1 (2002)
- Constantinople (2000) - dédicacé au Gryphon Trio (en)
- String Quartet No. 2 (The Gathering) (1999) - dédicacé au St. Lawrence String Quartet
- Melisma (1995) - commissionné par le clarinettiste Jean-Guy Boisvert
- Three Songs on poems by Sappho (1993)
- Burial Ground (In Memoriam: Chari Polatos) (1993) - commissionné par le Fifth Species woodwind quintet
- Erotikos Logos (1991)
- Stylus (1990) - commissionné par le compositeur canadien Peter Hannan (en), Douglas Perry et l'accordéoniste Joseph Petric
- On Cerebral Dominance (1987)
- Arcana (1983) - commissionné par le label Arraymusic

### Média mixte
- In the Fire of Conflict (2008)
- LIGHT (Arctic Dreams 2) (2003)
- Arctic Dreams 1 (2002)
- Constantinople (2000)
- Fertility Rites (1997) - commissionné par la percussionniste Beverley Johnston (de)
- Tetragrammaton (1995) - commissionné par Anne-Marie Donovan
- String Quartet No. 1 (The Awakening) (1994) - commissionné par le Smith Quartet
- Of Threads et Labyrinths (1994) - commissionné par l'organisation de production de musique contemporaine Soundstreams Canada et dédicacé au hautboïste canadien Lawrence Cherney (en) (aussi directeur artistique de Soundstreams Canada) et Erica Goodman (de)
- From the Vanishing Gardens of Eden (1992) - commissionné par CBC Radio
- Byzantium (1991) - commissionné par le groupe de danse Shobana Jeyasingh Dance
- The Birth of Venus (1990) - commissionné par Robert Black (en)
- The Mega4 Meta4 (1990)
- Pavillons En l'Air (1989) - commissionné par CBC Radio, dédicacé au compositeur et tubiste Scott Irvine (en) et à la percussionniste Beverley Johnston (de)
- Orbiting Garden (1989) - commissionné par le The Music Gallery (centre pour la musique créative, à Toronto), dédicacé au pianiste Anthony de Mare
- Orbiting Garden, version pour accordéon (1991) - commissionné par la fondation caritative Laidlaw, dédicacé à l'accordéoniste Joseph Petric
- Crucifix (1988)
- Nadir (1988) - commissionné par le Canadian Electronic Ensemble, dédicacé au compositeur canadien Peter Hannan (en) et à l'altiste Rivka Golani
- Equivoque (1985) - commissionné par l'accordéoniste Joseph Petric

### Radiophonique
- Viderunt Omnes (1998)
- Footprints in New Snow (1996)
- The Idea of Canada (1992)
- The Temptation of St. Anthony (1987)